# Кремерата Балтика
Кремера́та Ба́лтика (англ. Kremerata Baltica) — камерный оркестр, состоящий из молодых музыкантов из прибалтийских стран (Латвии, Литвы и Эстонии), основанный Гидоном Кремером в 1997 году.
Музыканты «Кремераты Балтики» записали пятнадцать CD-дисков. Один из них, После Моцарта (англ. After Mozart), получил Грэмми в 2002 году в номинации Классическая музыка: лучшее выступление небольших коллективов. Дважды, в 1999 и 2004 году, оркестр был удостоен Большой музыкальной награды Латвии.
Возраст музыкантов колеблется от 19 до 33 лет, средний возраст в оркестре — 27 лет. Оркестр состоит из 27 музыкантов.

## Дискография
| Название альбома                                                                                         | По произведениям | Музыканты |
| --- | --- | --- |
| Густав Малер/Дмитрий Шостакович, Симфония ном. 10 - Адажио (Малер)/Симфония ном. 14 пр. 135 (Шостакович) | | Гидон Кремер, Юлия Корпачева, Фёдор Кузнецов, Кремерата Балтика                                              |
| Сонаты пр. 134 и 147, Шостакович                                                                         | | Гидон Кремер, Андрей Пушкарёв, Юрий Башмет, Кремерата Балтика                                                |
| Los Angeles Street Concerto: Michala Petri plays Thomas Koppel                                           | Шуберт (аранж. Кисина) | "Los Angeles Street Concerto" (треки 15-18): Michala Petri, Kremerata Baltica                                |
| String Quartet in G Major                                                                                | Шуберт (аранж. Кисина) | Гидон Кремер, Кремерата Балтика                                                                              |
| In l'istesso tempo                                                                                       | Гия Канчели | Гидон Кремер, Олег Майзенберг, Кремерата Балтика, Bridge Ensemble                                            |
| Kremerland                                                                                               | Ф. Лист/С. Дрезнин, Л. Чижик, А. Вустин, Гия Канчели, А. Бакши, Г. Пелецис, И. Дунаевский/С. Дрезнин                                                                     | |
| Russian Seasons                                                                                          | Л. Десятников, А. Раскатов | Гидон Кремер, Юлия Корпачева, Кремерата Балтика                                                              |
| Happy Birthday                                                                                           | Т. Бор, Й. Гис/Ф. Сервайс, П. Хайдрих, В. Кахидзе, Л. Купкович, А. Шнитке, П. И. Чайковский, Ф. Ваксман                                                                  | Гидон Кремер, Кремерата Балтика                                                                              |
| George Enescu                                                                                            | | Гидон Кремер, Кремерата Балтика, Дзералдас Бидва, Ула Улиёна, Марта Судраба, Андриус Злабис                  |
| Tracing Astor                                                                                            | А. Пьяццолла, Дж. Соллима, Г. Пелецис, Л. Десятников | Гидон Кремер, Кремерата Балтика, Ула Улиёна, Марта Судраба, Соль Габетта, Л. Десятников, Горасио Феррер      |
| After Mozart                                                                                             | А. Раскатов, В.А. Моцарт, В. Сильвестров, А. Шнитке | Гидон Кремер, Кремерата Балтика                                                                              |
| Silencio                                                                                                 | А. Пярт, Ф. Гласс, В. Мартынов | Гидон Кремер, Кремерата Балтика, Татьяна Гринденко, Рейнут Тепп, Эри Клас                                    |
| Eight Seasons                                                                                            | Вивальди, Пьяццолла, аранж. Л. Десятникова | Гидон Кремер, Кремерата Балтика                                                                              |
| Tango Ballet                                                                                             | Пьяццолла, аранж. Л. Десятникова, Р. Гупта и Дж. Брагато | Гидон Кремер, Кремерата Балтика, Ула Жебрюнайте, Марта Судраба, Пер Арне Глорвиген, Алоис Пош, Вадим Сахаров |
| Vasks: Distant Lights / Voices                                                                           | | Гидон Кремер, Кремерата Балтика                                                                              |
| The Art Of Instrumentation: Homage To Glenn Gould                                                        | Гия Канчели, В. Сильвестров, Г. Пелецис, Л. Десятников, В. Мартынов, А. Раскатов, В. Кисин, В. Полевая, А. Вустин, Carl Vine, Stevan Kovacs Tickmayer, Raminta Šerkšnytė | Гидон Кремер, Андрей Пушкарёв, Кремерата Балтика                                                             |